# Чернокнижник: Армагеддон
«Чернокнижни́к: Армагеддо́н» (англ. Warlock: The Armageddon) — американский фильм ужасов, снятый в 1993 году.

## Сюжет
Друиды спасли мир от пришествия сына сатаны при помощи древних рун, создавших магический свет, защищающий от тьмы. Картина начинается с ритуала, проведённого над женщиной, которую выбрал дьявол. Но ритуал не завершён — появление сторонников Господа Бога, борющихся с сатанистами приводят к тому, что большинство друидов погибают, а руны пропадают.
В центре сюжета — молодая пара, которую разделяют обстоятельства: отец девушки, священник, ушедший от друидов и возненавидевший отца юноши, друида, ожидающего прихода тьмы.
Между тем, некая девушка оказывается в непростой ситуации, когда древняя руна, передаваемая в её семье из поколения в поколение, в ночь полнолуния вызывает древнее проклятье, в результате которого она становится беременна сыном сатаны, а вскоре на свет появляется перерождённый Чернокнижник. Колдун убивает девушку и начинает поиски остальных рун.
Воин-друид получает определённые навыки, и вместе со своей возлюбленной начинают поиски чернокнижника, дабы истребить его, но тому удаётся собрать вместе все руны и вызвать из плена своего отца, сея хаос и смерть вокруг. Между воином и колдуном начинается битва, в ходе которой юноша убивает чернокнижника волшебным кинжалом, выкованным из святого грааля. Руны исчезают вместе с колдуном и сатаной, а воины-друиды продолжают сохранять мир на земле.

## В ролях
- Джулиан Сэндс — Чернокнижник
- Крис Янг — Кенни Трэвис
- Пола Маршалл — Саманта Эллисон
- Йоанна Пакула — Пола Дарэ
- Стивен Кан — Уилл Трэвис
- Р. Дж. Армстронг — Фрэнкс
- Чарльз Хэллахан — Итан Ларсон
- Брюс Гловер — Тэд Эллисон
- Крэйг Хёрли — Энди
- Дэвис Гэйнс — Натан Синклер
- Ребекка Стрит — Кейт
- Дон Энн Биллинс — Аманда Слоун
- Зак Гэллиган — Дуглас
- Рэн Браун — Ассистент